# هانری مندراس
هانری مندراس (به فرانسوی: Henri Mendras) جامعه‌شناس، استاد دانشگاه، نویسنده و پژوهشگر فرانسوی (۱۶ مه ۱۹۲۷–۵ نوامبر ۲۰۰۳) بود.
بنیانگذار جامعه‌شناسی روستایی در فرانسه بود. پدرش افسر و از خانوادهٔ بورژوازی بود. برای تحصیل به آمریکا رفت ولی پس از پایان تحصیلات به فرانسه بازگشت و در مرکز مطالعات جامعه‌شناسی شاغل شد که حالا در CNRS ثبت شده بود. وی سه ماه روستای دهقانی مورمون در حومه یوتا را مطالعه کرد.
هانری مندراس در سال ۱۹۷۹، نوعی داستان فلسفی (سفر به سرزمین آرمان‌شهر روستایی)، جامعه‌شناسی روستایی را به منظور تمرکز بر دگرگونی‌های جامعه جهانی در مقیاس اروپایی رها کرد. این دیدگاه در واقع نتیجه تأثیر روشنگری‌های بیش از ۱۵ ساله دو مرد بود: ریمون آرون و برتراند دو ژوونل. 
مرکز بین‌المللی ابی رویومونت (ابتکار اریک دو دامپییر توسط رنه سینساولیو) گروه‌های کاری کمیسیون برنامه‌ریزی و INSEE (از جمله بسیاری از جامعه‌شناسان، ریمون آرون، گابریل لو براس و پیر بوردیو)، بررسی آینده به میزبانی برتراند دو ژوونل و مجله «تحلیل‌ها و پیش‌بینی‌ها» که توسط بسیاری از بزرگان، از ژاک دلور گرفته تا ژروم مونود، پشتیبانی می‌شد، نمونه‌های شکست خورده‌ای از این اندیشکده‌های فرانسوی هستند که هانری مندراس در تمام زندگی خود و اولین تجربیاتش را آرزوهای خود می‌نامد.
در سال ۱۹۷۵ اولین مدرک کارشناسی ارشد جامعه‌شناسی روستایی را در دانشگاه نانتر پاریس اخذ کرد.
او در فواصل فعالیت‌های پرشور خود، هفت اثر آموزشی را به تنهایی یا با همکاری دیگران نوشت که همگی در سال ۱۹۶۷ به همراه آرماند کالین در مجموعه مشهور «یو» منتشر شد. کتاب «عناصر جامعه‌شناسی» (۱۹۶۷) که پنج بار بازنشر شد، سمبل و الگوی این رشته برای دو نسل از دانشجویان گردید.
هانری مندرس دوست داشت خود را این گونه تعریف کند: فردی شکاک، خوش بین مستقل، کاملاً آزاده، سرکش به همه هوس‌ها بود. صمیمانه، صمیمی، رک و در عین حال متواضع، و کم حرف در مورد خودش، دارای صراحت شخصیت و کلام.

## زندگینامه
هنری مندراس دوران کودکی خود را در دهکده نوویس در آویرون، اولین بخش ؟در فرانسه گذراند. از اینرو است که این نویسنده در یادداشت‌های زندگی‌نامه‌اش خود را «پسر قلعه» معرفی می‌کند، به صمیمیت خاصی با دنیای پرورش دسترسی داشته‌است. از یک خانواده نظامی ثروتمند بورژوازی بود. 

## سوابق تحصیلی
- سوربن، پاریس
- دانش‌آموخته مدرسه علوم سیاسی پاریس
- دکترای ادبیات
- دانشگاه شیکاگو

دانشجوی دانشگاه سوربن و مدرسه علوم سیاسی پاریس شد. (جایی که او با آموزه‌های ژرژ گورویچ، ژرژ فریدمن، گابریل لو براس و ژان استوتزل آشنا گردید.) وی در آنجا همچنین با دیگر جامعه‌شناسان آیندهٔ نسل خود دوست شد: اریک دو دامپییر، ژان رنه ترانتون، میشل کروزیه، ژان دانیل رینود و آلن تورن. در سال ۱۹۴۹، او به مرکز مطالعات جامعه‌شناسی پیوست که توسط ژرژ گورویچ تأسیس و بعدها توسط ژرژ فریدمن مدیریت می‌شد.

## حرفه تخصصی
- پژوهشگر مرکز ملی پژوهش‌های علمی فرانسه در سال ۱۹۵۴.
- استاد جامعه‌شناسی مدرسه علوم سیاسی پاریس در سال‌های ۱۹۵۶-۱۹۵۷: اگرچه هنری مندراس تمام دوران حرفه‌ای خود را در CNRS گذراند ولی بخش زیادی از فعالیت خود را به تدریس اختصاص داد. در ۲۹ سالگی در مدرسه علوم سیاسی پاریس مشغول تدریس شد.
- مشاور رصدخانه شرایط اقتصادی فرانسه (OFCE) از سال ۱۹۸۱.
- بنیانگذار و مدیر رصدخانه تغییرات جامعه‌شناختی در سال‌های ۱۹۸۳/۹۳: در سال ۱۹۸۰، هانری مندرس، که همیشه به کار گروهی اهمیت می‌داد، بنا به درخواست ژان مارسل ژاننی در رصدخانه شرایط اقتصادی فرانسه، گروهی از جامعه‌شناسان را گرد هم آورد. این گروه با نام مستعار لوئیس دیرن، ماتریسی از شاخص‌های تغییرات اجتماعی - فرهنگی را اختراع کردند. پس از انتشار کتاب‌هایی در مورد فرانسه، این مدل توسط چندین تیم بین‌المللی انتخاب شد. هانری مندراس در سال ۱۹۸۸ چکیده‌ای از یافته‌های این فعالیت را نوشت: «انقلاب دوم فرانسه» ۱۹۶۵–۱۹۸۴.
- عضو شورای اقتصادی و اجتماعی در سال‌های ۱۳۷۴/۹۷.
- عضو آکادمی کشاورزی از سال ۱۹۷۰.

## جامعه‌شناسی روستایی
هانری مندراس بنیانگذار جامعه‌شناسی روستایی در فرانسه است. در ۴۰ سالگی، در سال ۱۹۶۷، یافته‌های رساله اصلی دولتی او منتشر شد: «پایان دهقانان». با انتشار این کتاب خود را شناساند. در آن به افول شیوه تولید دهقانی اشاره کرده که مشخصه آن اقتصاد معیشتی همراه با خودمختاری بزرگ در سازماندهی فرایند تولید و کار است. این کتاب که به سرعت توسط عموم شناخته شد، بر پدیده‌های فنی و اقتصادی تمرکز داشت که تاکنون نسبتاً مورد توجه قرار نگرفته بودند. همچنین نشان می‌دهد  دهقانان فرانسوی به تدریج جای خود را به متخصصان  کشاورزی می‌دهند که تولید خود را بر اساس روش سرمایه‌داری سازمان‌دهی می‌کنند. این دقیقاً ادغام کار زمین و تولید دهقانی در جامعه جهانی سرمایه‌داری است که باعث ازهم پاشیدگی پایه‌های اقتصاد دهقانی می‌شود: پدیده‌ای که مندراس آن را «ادغام سرمایه‌داری» می‌نامد. در فرانسه‌ای که به ارزش‌های روستایی بسیار وابسته است، این کتاب جنجال برانگیخت.
جامعه دهقانی غرب با قدمتی هزار ساله که از سوی صنایع بزرگ از تولید نهاده‌ها محروم، از زنجیره تبدیل و مبادله تولیدات گیاهی و حیوانی کنار گذاشته شده بود و تحت محدودیت‌های بازار قرار داشت، آخرین روزهای تمدن کشاورزی را به سختی نفس می‌کشید.
دعوت به پایان دادن به رفتارهای اجدادی (سوت پرستی، روحیه پس‌انداز، مدیریت فردگرا)، دهقانانی که از مهاجرت روستایی جان سالم به در می‌برند با تغییرات فنی، زمین، مالی و اجتماعی (آموزش حرفه‌ای دانشگاهی، ایجاد تعاونی‌ها و شرکت‌های متقابل برای تجهیزات کشاورزی، خرید، فروش، مدیریت، بیمه، راه‌اندازی SAFERs) مواجه می‌شوند.
به دنبال انتشار این پژوهش، از هانری مندراس خواسته شد تا با ژرژ ودل ریاست کمیسیونی را بر عهده بگیرد که نتایج آن بر سیاست کشاورزی فرانسه تأثیر گذاشت. همان‌طور که میشل کروزیه اشاره می‌کند، لایحه جهت‌گیری کشاورزی در سال ۱۹۹۴ یکی از جنبه‌های مهم این دگردیسی را درج می‌کند: «کشاورزی فرانسه دو امر ضروری را با هم هماهنگ می‌کند: بهبود عملکرد و رقابت آن، با حفظ مناطق روستایی به یک کارکرد اجتماعی پاسخ دهند: مناظر و میراث روستایی.»
«پایان دهقانان» موضوع انتقادهای زیادی بود. با این وجود، نمایشنامه برای سه دهه پیشانی صحنه را به خود اختصاص داد. جامعه دهقانی (مخصوصاً فرانسوی) در طول سال‌ها با الگوی توصیف شده توسط نویسنده مطابقت داشت و در عین حال در روابط خود با دولت - که هانری مندراس نیز پیش‌بینی کرده بود - ویژگی‌های خاصی را که امروزه به رسمیت شناخته شده‌است به نمایش گذاشت.
او که پیشتر یک تک‌نگاری کوچک در مورد روئرگ، کشور اجدادش نوشته بود، در مورد سایر مناطق فرانسه، به ویژه آلزاس، پژوهشی نمود که پیش‌نویس رساله و کتابی مشهور از او شد: پایان دهقانان.
از سوی یونسکو مسئول ایجاد یک مرکز تحقیقات جامعه‌شناسی در آتن شد و یک سال در شش روستا در اپیروس، بقایای زنده امپراتوری عثمانی را مورد پژوهش قرار داد.
از طریق «گروه جامعه‌شناسی روستایی» (که توسط هنری مندراس در سال ۱۹۶۰ در مرکز مطالعات جامعه‌شناسی ایجاد شد) و با همکاری فعال مارسل ژولیو، یافته‌های «پایان دهقانان» برای ده سال دیگر از طریق چند سری مطالعات در فرانسه و دیگر کشورها ادامه داشت: (اطلس روستاهای فرانسه، ۱۹۶۸؛ زمین‌ها، دهقانان و سیاست، ۱۹۶۹). علاوه بر این، در سال ۱۹۷۰ با نظارت یونسکو یک طرح بزرگ از تحلیل تطبیقی دهقانان اروپای غربی و شرقی آغاز شد که منجر به انتشار چند نشریه از سال ۱۹۷۷ تا ۱۹۸۲ گردید.

## انقلاب دوم فرانسه
هانری مندراس که به عنوان جامعه‌شناسِ متخصص در جوامع دهقانی و روستایی شناخته می‌شود و چند کتاب در این راستا نوشته‌است، در سال ۱۹۸۸، کتاب «انقلاب دوم فرانسه» را منتشر نمود که در آن با توجه به «رویکرد کیهان‌شناختی به جامعه»، و تعیین‌کنندگی «صورت فلکی مرکزی» به یافته‌هایی همچون افول نمادهای جمهوری، دوری از دولت‌گرایی و هویت ملی به نفع تمرکززدایی، لیبرالیسم و جهانی شدن اشاره کرده‌است.
حوزه تحلیل مندراس سپس از جامعه فرانسه به جوامع اروپایی گسترش یافت. او در این اواخر در «رصدخانه شرایط اقتصادی فرانسه» (OFCE) پست گرفت. وی در زندگی‌نامه روشنفکری خود «چگونه جامعه‌شناس شویم یا خاطرات یک ماندارین قدیمی» می‌نویسد: هانری مندرس تولد، مدارهای دانشگاهی، نظام‌ها و سنت‌های جامعه‌شناسی را توصیف می‌کند.